# Rue Charles-Kaddouz
La rue Charles-Kaddouz est une voie marseillaise située dans les 12e et 13e arrondissements de Marseille. 

## Situation et accès
Elle va de l’avenue du 24-Avril-1915 à la rue de la Crédence.
Cette grande avenue démarre au croisement avec l’avenue du 24-Avril-1915, croise la rocade L2, traverse le nord du 12e arrondissement ainsi que plusieurs villas et lotissements et se termine en voie étroite au niveau de la rue de la Crédence, qui la prolonge jusqu’aux Olives.

## Origine du nom
Elle est baptisée en hommage à Charles Kaddouz (1918-1944), résistant marseillais d’origine arménienne mort pour la France.

## Historique
Elle a porté successivement les noms de « Traverse des Olives », de « Traverse du Japon » par délibération du 6 juillet 1926, de « Traverse Charles-Kaddouz » par délibération du 27 juillet 1946 avant de prendre son nom de « Rue Charles-Kaddouz » le 6 novembre 1967.

## Bâtiments remarquables et lieux de mémoire
- Au numéro 50 se trouve le commissariat de police du 12e arrondissement.
- Au numéro 201 se trouve le complexe sportif de la Bombardière.